# JDownloader
JDownloader – open source’owy menedżer pobierania napisany w języku Java. JDownloader umożliwia automatyczne pobranie plików z witryn takich jak Rapidshare i Fileserve.

## Główne cechy programu
- 24-godzinna pomoc techniczna;
- Możliwość pobierania wielu plików jednocześnie;
- Automatyczne rozpoznawanie Captcha (własny moduł OCR JAntiCaptcha);
- Automatycznie pobieranie nowego adresu IP;
- Zintegrowany menedżer pakietów dla dodatkowych modułów;
- Wielojęzyczność

## Integracja
- Internet Explorer
- Mozilla Firefox
- Opera
- Netscape
- Apple Safari
- Google Chrome
- SeaMonkey